# Can-Can (pel·lícula)
Can-Can és una pel·lícula musical estatunidenca del 1960 realitzada per Suffolk-Cummings i distribuïda per 20th Century Fox. Fou dirigida per Walter Lang, produïda per Jack Cummings i Saul Chaplin, basada en un guió de Dorothy Kingsley i Charles Lederer, basada llunyanament en l'obra musical d'Abe Burrows amb música i lletres de Cole Porter, amb algunes cançons substituïdes per altres dels primers musicals de Porter. La direcció artística era de Jack Martin Smith i Lyle R. Wheeler, el disseny i decorats d'Irene Sharaff, i les coreografies d'Hermes Pan. La pel·lícula fou fotografiada èr Todd-AO. Va ser, després de Ben-Hur, la pel·lícula de major pressupost de 1960, encara que va ser un fracàs de taquilla i no va aconseguir compensar les despreses de producció.
Els protagonistes foren Frank Sinatra, Shirley MacLaine, Maurice Chevalier i Louis Jourdan, amb la introducció de Juliet Prowse com a primer paper protagonista. Sinatra, qui va rebre $200,000 i un percentatge dels beneficis de la pel·lícula, va treballar-hi sota obligació contractual de la 20th Century Fox després que abandonés el rodatge de Carousel en 1955.

## Sinopsi
Al cabaret Bal du Paradis de Montmartre (París), propietat de Simone Pistache, pateix incursions policials perquè consideren el ball obscè. En una de les incursions són arrestats François Durnais i el seu amic, el magistrat Paul Barrière. Paul és partidari de sobreseir els càrrecs, però el jove advocat Philippe Forrestier creu que s'han d'aplicar amb més duresa les lleis contra la decència.
Philippe coneix Simone i malgrat l'atracció que sent per ella ordena que l'arrestin. François intenta fer xantatge Philippe perquè la deixi lliure, però ell ho fa igualment i li proposa matrimoni. François li presta diners perquè obri de nou el cabaret. Després d'una sessió finalment aixequen la prohibició contra el can-can i François demana Simone que es casi amb ell.

## Repartiment
- Frank Sinatra - François.
- Shirley MacLaine - Simone.
- Maurice Chevalier - Paul.
- Louis Jourdan - Philippe.
- Juliet Prowse - Claudine.

## Controvèrsia internacional
Durant el rodatge, el premier soviètic Nikita Khrusxov va visitar els estudis de la 20th Century Fox i suposadament el va sacsejar la visita. Va aprofitar l'oportunitat per fer un ús propagandístic de la visita i va descriure la dansa, i per extensió la cultura americana, com a "depravada" i "pornogràfica."

## Premis
Oscars, 1961:
- Nominada – Millor vestuari.
- Nominada – Millor partitura musical original

Premis Globus d'Or, 1961:
- Nominada – Millor pel·lícula musical

Premis Grammy, 1961:
- Guanyadora – Millor banda sonora de pel·lícula

Medalles del Cercle d'Escriptors Cinematogràfics de 1961
| Categoria                | Candidat         | Resultat   |
| ------------------------ | ---------------- | ---------- |
| Millor actriu estrangera | Shirley MacLaine | Guanyadora |